# Benjamín Aráoz
Benjamín Aráoz (San Miguel de Tucumán, 29 de enero de 1856-San Miguel de Tucumán, 28 de noviembre de 1895) fue un médico y político argentino, gobernador de la provincia de Tucumán.

## Biografía
Francisco Eleodoro del Carmen Aráoz era el menor de los hijos (de allí el "Benjamín") del tucumano Jesús María Aráoz y de la salteña Epifania Ormaechea Saravia, familia de importancia en la sociedad tucumana pero de escasos recursos.
A los once años fue becado por el gobernador David Zavalía para proseguir sus estudios en el Colegio Nacional de la ciudad de Buenos Aires, donde luego se recibió en la Facultad de la Medicina (Universidad de Buenos Aires) con sólo 21 años de edad. Su tesis acerca del uso médico del ozono se vio malograda cuando ya por terminarla se conocieron investigaciones efectuadas en Europa en igual sentido.
Con el seudónimo de Argos, escribió para vivir en el diario La República hasta que en 1878 ingresó al Cuerpo de Sanidad de la Armada Argentina. El 16 de julio de ese año fue destinado como médico al monitor Los Andes, con el cual participó de la Expedición Py a la Patagonia Argentina. Finalizada la misión exploró el área del río Negro hacia sus nacientes, cuya experiencia volcaría en su ensayo El Lago Viedma de la Patagonia (1884).
En agosto de 1880 fue promovido a Cirujano Principal de la Armada con el grado de capitán de navío. Continuó sirviendo a las fuerzas armadas en Pringles, Viedma y Carmen de Patagones, hasta que en 1884 partió con su hermano Guillermo Aráoz a explorar el río Bermejo.
Al estallar a fines de 1886 una epidemia de cólera en las provincias de Jujuy y Salta fue enviado por el gobierno nacional para colaborar en la lucha contra el flagelo. Llegó a Tucumán en los primeros días de enero de 1887 y cumplió su tarea como director de la Comisión de Salud Pública hasta que en junio finalizó la emergencia. Fruto de esa experiencia fue su ensayo El Cólera en las Provincias del Norte 1886-1887 (1887). De regreso en Buenos Aires continuó trabajando como médico de la Armada y particular. Escribió un nuevo ensayo, La Ración del Marinero en la Escuadra Argentina (1890), que tuvo amplia repercusión en su país e impulsó al ministro de Guerra y Marina general Nicolás Levalle a formar una comisión para la aplicación de sus recomendaciones.
En 1891 el gobernador Próspero García lo designó ministro de Hacienda, cargo que desempeñó hasta 1893. Tras la revolución de ese año, fue candidato a gobernador por el partido El Provincial y, pese a las divisiones políticas de la época, elegido por el Colegio Electoral por unanimidad, jurando en el Cabildo el 20 de febrero de 1894.
Con motivo del centenario del nacimiento del general tucumano Gregorio Aráoz de Lamadrid, el gobernador resolvió editar sus Memorias y traer sus restos a la provincia. El 28 de noviembre de 1895, finalizados los desfiles, discursos y la celebración religiosa, y cuando previo al almuerzo en el cabildo iba a iniciar su discurso, se desplomó muerto ante la consternación general.
Entre los resultados de su breve administración se destaca la dotación de aguas corrientes a San Miguel de Tucumán, obra que se terminaría tras su muerte. Creó también la Inspección General de Milicias, y en el informe a la legislatura en octubre de 1895 se informa la construcción de 17 puentes, la reconstrucción de secciones del Cabildo y de la Cárcel Penitenciaria, y reparaciones efectuadas en numerosas iglesias del interior de la provincia.